# WCW/nWo Revenge
WCW/nWo Revenge est la suite du jeu vidéo de catch professionnel commercialisé en 1998 sur console Nintendo 64. Il s'agit de la suite du jeu vidéo WCW vs. nWo: World Tour commercialisé en 1997. Comme le jeu précédent, il comprend le système révolutionnaire de jouabilité mis en place par AKI, avec des graphismes améliorés, un meilleur mode championnat, et une large liste de catcheurs (réels et fictifs).
Revenge est positivement accueilli et est également un succès commercial. D'après un article posté par le site IGN en 1999, Revenge est le jeu de catch le plus vendu sur console Nintendo 64 et également le jeu Nintendo le mieux vendu à son époque. En date du 20 avril 2013, un total de 2,38 millions d'exemplaires ont été vendus.

## Système de jeu
À l'époque de la sortie du jeu, les Monday Night Wars commençaient à tourner en la faveur de la WWF. Malgré ceci WCW/nWo Revenge était généralement reconnu comme le meilleur jeu vidéo de catch de 1998, et à cette époque, comme le plus grand jeu de catch de l'histoire qui n'ait jamais été fait. L'adversaire direct de Revenge était WWF War Zone de Acclaim. War Zone possédait un contrôle assez difficile, une mauvaise détection de collision, et globalement des animations maladroites. La comparaison Revenge/War Zone est actuellement un bon exemple du vieux débat dans les jeux vidéo au sujet des graphiques contre le gameplay, Revenge ayant de pas trop mauvais graphiques et un meilleur gameplay.
Le système de prises de Revenge a engrangé son succès et sa popularité. Les graphismes sont améliorés depuis de World Tour, et de vraies arènes sont pour la première fois ajoutées dont Monday Nitro et Starrcade. Le jeu possède également un très grand choix de catcheurs, la quasi-totalité d'entre eux provenant des fédérations WCW/nWo de l'époque. Le mode « Championnat » permet aux joueurs de sélectionner une ceinture et ensuite de combattre différents autres catcheurs jusqu'à finalement battre le champion en titre. THQ mettait également à disposition un mode Create-a-Wtrestler en 1999 dans le jeu WWF WrestleMania 2000. Il existe  un mode dans lequel le joueur peut changer les costumes de n'importe quel catcheur et éditer leurs prises de finition (fonction inédite depuis World Tour).

## Nouveautés et ajouts
WCW/nWo Revenge est la suite de WCW vs. nWo: World Tour, et possède ainsi quelques changements et ajouts. Certains ajouts incluaient les entrées des catcheurs, une liste de personnages plus large, les managers au bord du ring, des graphismes plus beaux et colorés, l'arbitre de la WCW Mark Curtis, et les arènes et pay-per-views. Il existe aussi un tout nouveau gameplay avec plus de contres, l'introduction des multiples contres, les catcheurs grands entrant sur le ring en passant par-dessus la troisième corde, être capable de courir sur le ring, et être capable de glisser en dehors du ring. Les fins de match voient des ralentis des meilleurs moments du match, tout comme un système de score pour la performance du catcheur. Pendant le jeu, le joueur peut imiter les gestes de ses opposants, et faire les siennes plus facilement. En plus, Revenge présente le système des combos dans lequel quelques catcheurs peuvent faire un mélange d'attaques suivies d'une prise.

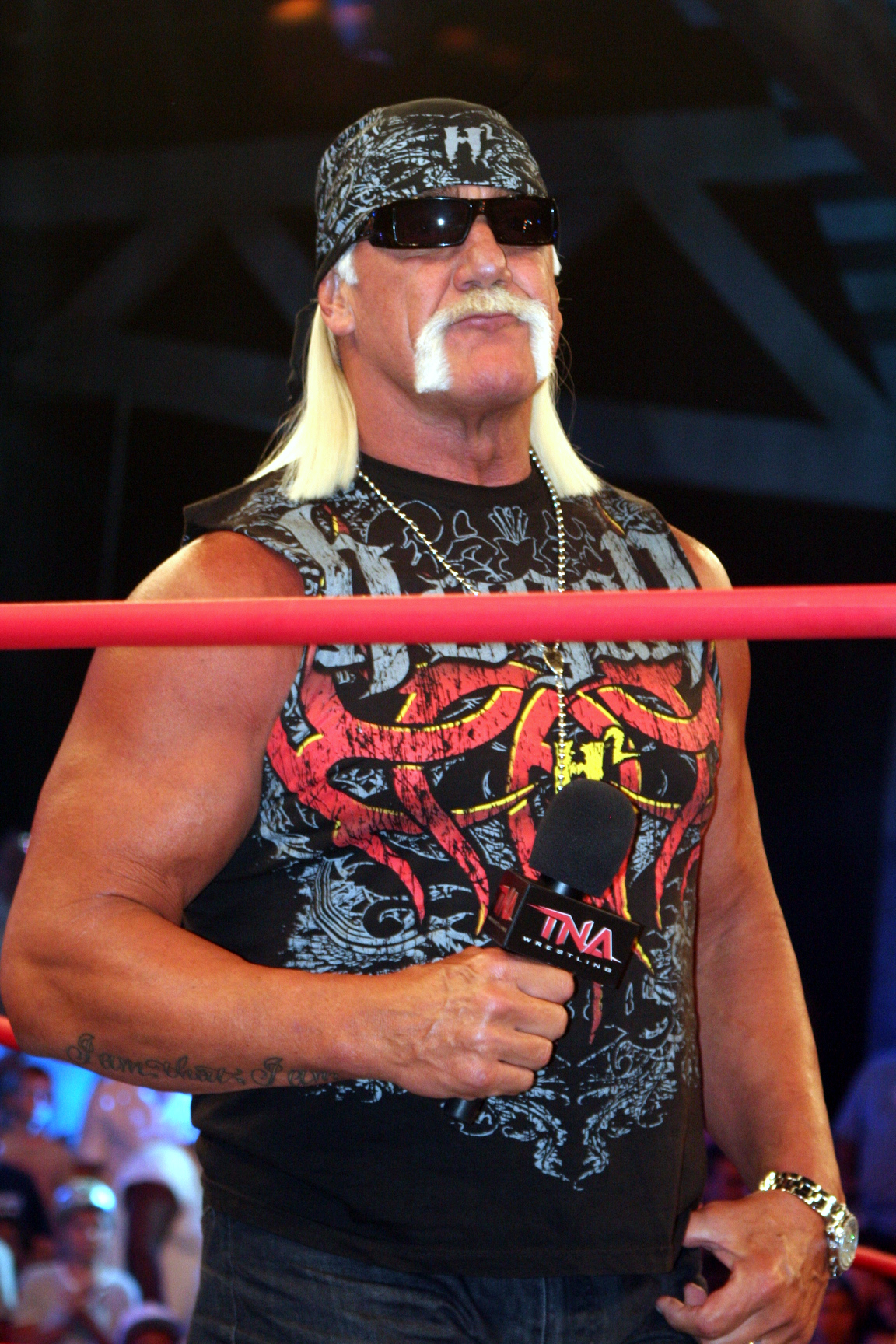
Hulk Hogan apparait sur la couverture du jeu sous le nom de Hollywood Hulk Hogan.

Le jeu voyait beaucoup de nouvelles prises ajoutées depuis World Tour. Par exemple, dans World Tour, la prise de finition de Kevin Nash est un basique powerbomb. Dans Revenge, c'était exactement le Jacknife Powerbomb. D'autres prises ont été largement améliorées comme le Stinger Splash, le Outsider's Edge, et le Diamond Cutter. De plus, certains catcheurs comme Chris Benoit avaient leur propre prise de finition pour la première fois. Des superstars comme Bret Hart, Goldberg et Chris Jericho ont été rajoutées depuis World Tour. Cependant il y a un oubli notable, celui de Ric Flair qui était présent dans World Tour, mais qui s'était fait renvoyer de la WCW pour ne pas être venu à une édition de WCW Thunder début 1998, bien qu'il se soit fait réengager à la fin de la l'année. À ce moment-là, Revenge était dans sa phase finale de développement, et il était impossible de rajouter Flair au jeu[réf. nécessaire].

## Personnages
Revenge comprend un nombre[Combien ?] de catcheurs de la WCW et de la nWo divisés dans chaque faction (nWo White, nWo Red, Raven's Flock) ou divisions WCW (WCW 1-4). Les catcheurs WCW sont basés dans des divisions selon leur position avec la fédération, la catégorie WCW 1 étant réservée aux main-eventers[pas clair], et WCW 3 aux catcheurs de bas de carte. WCW 4 est réservé pour les poids moyens. Les divisions WCW 1-4 ne sont pas des factions en elle-même. En plus, Revenge comprend plusieurs catcheurs n'appartenant pas aux fédérations WCW/nWo, la plupart provenant du Japon, sous la forme de deux fédérations « fictives » : EWF (Empire Wrestling Federation) et DAW (Dead or Alive Wrestling, déjà à l'origine dans World Tour en tant que DOA). Pour respecter les marques déposées, les noms et apparences de ces catcheurs étaient changées, mais leur mouvements restaient intacts.

## Accueil
WCW/nWo Revenge surpasse le succès de son prédécesseur, World Tour. En un mois, il devient le jeu vidéo sur console le mieux vendu en Amérique du Nord. Comme son prédécesseur, Revenge'' remporte le prix « meilleur jeu de combat de l'année » en 1998 à l'Academy of Interactive Arts & Sciences, marquant ainsi la seconde année consécutive de récompense pour AKI/THQ. Il atteint rapidement le statut de « Choix des Joueurs » et influence particulièrement la popularisation des jeux THQ durant fin 1998 et 1999 et engendre des ventes d'1,88 million d'exemplaires aux États-Unis et se classe ainsi dans le rang des meilleurs jeux vendus sur Nintendo 64. En son temps, le principal jeu rival de Revenge est WWF War Zone développé par Acclaim, basé sur la promotion rivale, la World Wrestling Federation.